# Te amb gel

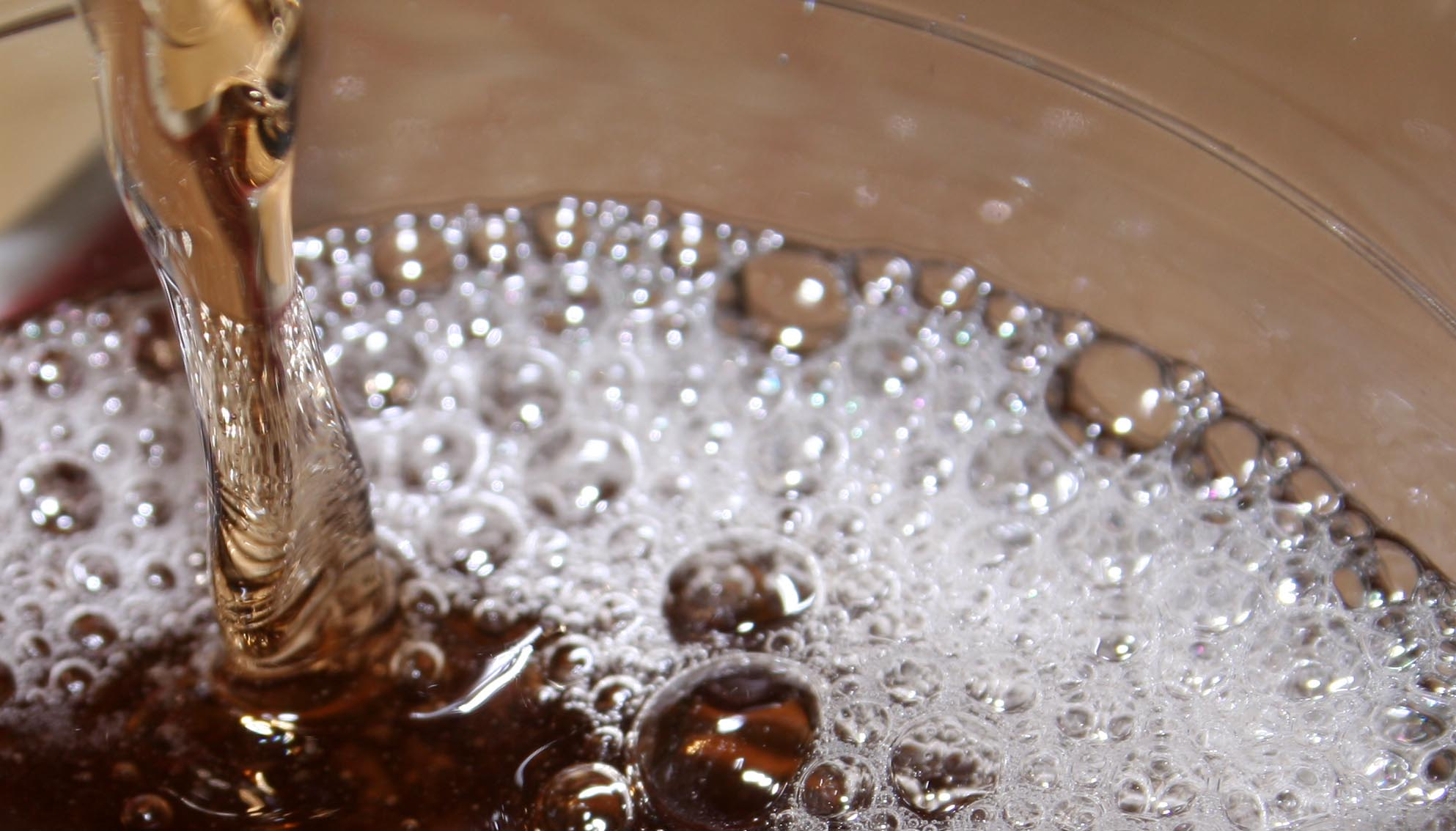
Te gelat abocat

El te amb gel és una forma de te fred. Encara que se sol servir en un got amb gel, pot referir-se a qualsevol te que s'hagi refredat. Es pot endolcir amb algun tipus d'edulcorant. El te gelat també és una beguda envasada popular que es pot barrejar amb xarop de sabor com ara llimona, gerds, llima, fruita de la passió, préssec, taronja, maduixa i cirera.
Tot i que la majoria dels tes gelats obtenen el seu sabor de les fulles de te (Camellia sinensis), els tes d'herbes de vegades se serveixen freds i es coneixen com a te gelat. De vegades, el te gelat s'elabora amb un macerat de les fulles de te a una temperatura més baixa (una hora al sol enfront de cinc minuts entre 80 a 100 °C (176 a 212 °F), que es coneix com a te solar.

## Història
L'any 1700 l'explorador i botànic francès André Michaux va portar el te a Occident. A partir de llavors aquest producte va començar a tenir molta popularitat, especialment al Regne Unit i la seva àrea d'influència. Trobem les primeres receptes de te amb gel en receptaris anglesos i estatunidencs (principalment a la zona de Carolina del Sud) durant el segle xvii.
El 1823, la comtessa de Marguerite de Blessington va escriure com bevia te gelat a Nàpols.
El te gelat va començar a aparèixer als Estats Units durant la dècada de 1860. Considerat al principi com una novetat, durant la dècada de 1870 es va estendre força. Les receptes es van començar a imprimir, s'oferia te gelat als menús dels hotels i estava a la venda a les estacions de ferrocarril.
Les receptes impreses més antigues de te gelat es remunten a la dècada de 1870. En el seu llibre de cuina de 1871, Amelie Goldthorp i Megan Breiner van escriure sobre el te gelat:... ha d'estar ben gelat. Dos dels primers llibres de cuina amb receptes de te gelat són el Buckeye Cookbook d'Estelle Woods Wilcox, publicat per primera vegada el 1876, i Housekeeping in Old Virginia de Marion Cabell Tyree, de 1878.
La seva popularitat va augmentar ràpidament després que Richard Blechynden la presentés a l'Exposició Universal de 1904 a St. Louis. Aquest comerciant estatunidenc va generar un punt d'inflexió en la popularitat i comercialització del producte.

## Receptes
Trobem recollida per primera vegada la versió tradicional de la recepta de te amb gel en un receptari de 1879. Consisteix en una mescla de te verd infusionat durant tot un dia al qual s'hi afegeix el gel i dues cullerades de sucre.
La recepta del te fred amb llimona data de 1884 i és una creació de Mary Lincoln, directora de l'Escola de cuina de Boston. En aquest cas es realitza amb te negre fred, gel picat, llimona i dos daus de sucre.
El te fred també s'utilitza en la realització del còctel Regent's punch, fet a base de conyac i creat en honor del regent anglès George IV.
Actualment el podem trobar amb moltes variacions a tots els continents i comercialitzat per diverses marques.

## Varietats

### Te solar i nevera
El te gelat es pot preparar col·locant el te (bosses o fulles soltes) en un recipient de vidre gran amb aigua i deixant el recipient al sol durant hores. Això sovint es tradueix en un sabor més suau. Un avantatge és que el te solar no requereix utilitzar electricitat ni cremar combustible, estalviant així energia. El te solar de vegades se serveix amb xarop o llimona.
La temperatura del te elaborat d'aquesta manera mai s'escalfa prou per a matar cap bacteri, deixant l'aigua potencialment insegura per beure. El te s'ha de descartar si sembla espès, xaropós o té fils semblants a una corda, tot i que pot ser perillós fins i tot sense aquests indicadors.
A causa d'aquest perill, s'ha suggerit una alternativa anomenada "te de la nevera" on el te es prepara a la nevera durant la nit. Això té el doble avantatge d'evitar el creixement de bacteris nocius i que el te ja estigui fred sense afegir gel.

### Font de te gelat
Les primeres màquines automàtiques de te utilitzaven te natural sense cola. L'any 1996, el Departament de Salut de la ciutat de Cincinnati va descobrir nivells elevats de bacteris coliformes (a causa d'una neteja diària inadequada) a les espigues dels dispensadors plens de màquines automàtiques de te gelat acabat de fer en diversos restaurants de la zona. Aproximadament al mateix temps, les empreses Coca-Cola i Pepsi Cola van iniciar campanyes de màrqueting agressives dirigides a substituir el te gelat acabat d'elaborar als establiments de restauració pel concentrat de te de les empreses de cola que es distribueix amb el mateix mètode que les begudes de font, bombejats d'una bag-in-box. En molts casos, les empreses de cola van proporcionar un dispensador de font per al concentrat de te que s'assemblava als recipients que s'utilitzaven anteriorment per dispensar te acabat de fer.

### Meitat i meitat
Hi ha hagut una popularitat creixent als Estats Units d'una beguda barrejada anomenada "meitat i meitat" des de finals de la dècada del 1960, quan el golfista Arnold Palmer en va demanar una a Palm Beach, Florida. Meitat i la meitat és una barreja de te gelat i llimonada, donant a la beguda un gust molt més dolç. Sovint anomenat "Arnold Palmer" (encara que el mateix Palmer preferia una proporció de dues parts de te gelat per una part de llimonada), la beguda va ser finalment comercialitzada per Snapple, Nantucket Nectars i AriZona Iced Tea; AriZona ha autoritzat el nom i la imatge d'Arnold Palmer per a les seves versions. El 2012 es va produir un curt documental d'ESPN sobre la beguda, amb Palmer, experts en begudes, un grup de golfistes de la PGA i el còmic Will Arnett parlant de la història i la popularitat de la beguda.